# Методи Петров
 Тази статия е за художника.  За политика вижте Методи Петров (политик).  
Методи (Мета) Петров (на сръбски: Методи, Мета Петров) е български художник от Сърбия.

## Биография
Роден е в Желюша на 24 май 1920 г. Завършва основното си образование в родното си село, а средното в Цариброд. През 1940 г. започва да учи в Художествената академия в Белград, заради Втората световна война прекъсва следването си. Лежи в затворническия лагер Голи Оток. Почива на 19 януари 1995 г. в Цариброд.

## Творчество
Методи Петров твори в областта на карикатурата, акварелната живопис, илюстрацията, графиката.
След войната работи като журналист-карикатурист и илюстратор в Скопие, във вестниците „Остен“. Карикатурист е на списание „Братство“ и илюстратор на детския вестник „Другарче“. През този период илюстрира над 100 книги и учебници. Като живописец създава акварели, портрети, графики и стенописи. Участва в множество колективни и с десетина самостоятелни изложби.

## Награди
С карикатурите си е известен по целия свят. Печели награди за карикатури в Югославия, България, Италия, Англия, Турция, Япония. Носител е на „Септемврийска награда“ на Димитровград за изобразително изкуство.